# John Devitt
John Thomas Devitt (Granville, 4 februari 1937 – Sydney, 17 augustus 2023) was een Australisch zwemmer.

## Biografie
Tijdens de Olympische Zomerspelen van 1956 in eigen land won Devitt de gouden medaille op de 4x200 meter vrije slag estafette in een wereldrecord, individueel won hij zilveren medaille op de 100m vrije slag achter zijn landgenoot Jon Henricks. 
Devitt won tijdens de British Empire and Commonwealth Games 1958 driemaal goud.
Devitt won tijdens de Olympische Zomerspelen van 1960 de tumultueuze finale van de 100 meter vrije slag. Ondanks dat de geklokte tijden trager waren dan de Amerikaan Lance Larson werd Devitt door de Zweedse hoofdscheidsrechter toch als winnaar aangewezen. Met de Australische 4×200 meter vrije slag won hij olympisch brons.
Devitt overleed op 86-jarige leeftijd.

## Internationale toernooien
| Jaar | Olympische Spelen                   | Gemenebestspelen                                        |
| ---- | ----------------------------------- | ------------------------------------------------------- |
| 1956 | 100m vrije slag · 4×200m vrije slag |                                                         |
| 1958 |                                     | 100m vrije slag · 4×200m vrije slag · 3×100m wisselslag |
| 1960 | 100m vrije slag · 4×200m vrije slag |                                                         |

1896: Alfréd Hajós ·
1908: Charles Daniels ·
1912: Duke Kahanamoku ·
1920: Duke Kahanamoku ·
1924: Johnny Weissmuller ·
1928: Johnny Weissmuller ·
1932: Yasuji Miyazaki ·
1936: Ferenc Csik ·
1948: Walter Ris ·
1952: Clarke Scholes ·
1956: Jon Henricks ·
1960: John Devitt ·
1964: Don Schollander ·
1968: Mike Wenden ·
1972: Mark Spitz ·
1976: Jim Montgomery ·
1980: Jörg Woithe ·
1984: Rowdy Gaines ·
1988: Matt Biondi ·
1992: Aleksandr Popov ·
1996: Aleksandr Popov ·
2000: Pieter van den Hoogenband ·
2004: Pieter van den Hoogenband ·
2008: Alain Bernard ·
2012: Nathan Adrian ·
2016: Kyle Chalmers ·
2020: Caeleb Dressel ·
2024: Pan Zhanle
1908: Derbyshire, Radmilovic, Foster, Taylor ·
1912: Healy, Champion, Boardman, Hardwick ·
1920: McGillivray, Kealoha, Ross, Kahanamoku ·
1924: O'Connor, Glancy, Breyer, Weissmuller ·
1928: Clapp, Laufer, Kojac, Weissmuller ·
1932: Miyazaki, Yusa, Yokoyama, Toyoda ·
1936: Yusa, Sugiura, Taguchi, Arai ·
1948: Ris, McLane, Wolf, Smith ·
1952: Moore, Woolsey, Konno, McLane ·
1956: O'Halloran, Devitt, Rose, Henricks ·
1960: Harrison, Blick, Troy, Farrell ·
1964: Clark, Saari, Ilman, Schollander ·
1968: Nelson, Rerych, Spitz, Schollander ·
1972: Kinsella, Tyler, Genter, Spitz ·
1976: Bruner, Furniss, Naber, Montgomery ·
1980: Kopljakov, Salnikov, Stoekolkin, Krylov ·
1984: Heath, Larson, Float, Hayes ·
1988: Dalbey, Cetlinski, Gjertsen, Biondi ·
1992: Lepikov, Pysjnenko, Tajanovitsj, Sadovy ·
1996: Davis, Hudepohl, Schumacher, Berube ·
2000: Thorpe, Klim, Pearson, Kirby ·
2004: Phelps, Lochte, Vanderkaay, Keller ·
2008: Phelps, Lochte, Berens, Vanderkaay ·
2012: Lochte, Dwyer, Berens, Phelps ·
2016: Dwyer, Haas, Lochte, Phelps ·
2020: Dean, Guy, Richards, Scott ·
2024: Guy, Dean, Richards, Scott